# Duke Welker
Matthew Scott « Duke » Welker (né le 10 février 1986 à Kirkland, Washington, États-Unis) est un lanceur de relève droitier des Ligues majeures de baseball jouant avec les Pirates de Pittsburgh.

## Carrière
Joueur des Razorbacks de l'Université de l'Arkansas, Duke Welker est un choix de deuxième ronde des Pirates de Pittsburgh en 2007. Il avait précédemment été drafté deux fois par les Mariners de Seattle (au 34e tour de sélection en 2004 et au 39e tour en 2005) sans signer de contrat avec le club.
Welker fait ses débuts dans le baseball majeur avec Pittsburgh le 23 juin 2013. Il lance une manche et un tiers en deux matchs lancés en relève au cours de cette saison.
Il passe brièvement, fin 2013, par l'organisation des Twins du Minnesota. En effet, le 5 octobre 2013, durant la saison morte, Welker est transféré aux Twins afin de compléter une transaction datant du 31 août précédent ayant expédié le joueur de premier but étoile Justin Morneau à Pittsburgh. Six semaines plus tard, le 18 novembre 2013, les Twins le retournent aux Pirates en échange du lanceur gaucher Kris Johnson.